# Родигин, Лев Алексеевич
Лев Алексеевич Родигин (1897 — не ранее 1920) — штабс-капитан 9-го Финляндского стрелкового полка, герой Первой мировой войны, участник Белого движения.

## Биография
Сын мещанина. Среднее образование получил в Барнаульском реальном училище, где окончил полный курс с дополнительным классом.
С началом Первой мировой войны поступил в Казанское военное училище, по окончании ускоренного курса которого 1 декабря 1914 года был произведен в прапорщики. 14 января 1916 переведен в 9-й Финляндский стрелковый полк, а 15 января произведен в подпоручики. Удостоен ордена Св. Георгия 4-й степени
За то, что в бою с 28 мая по 2 июня 1916 года у д. Полисюки первым, во главе своей роты, ворвался на сильно укрепленную высоту 382 и овладел ею, чем способствовал общему успеху дела. В дальнейшем течении боя 31 мая 1916 года при форсировании р. Стрыпы, под огнем противника, выказывая отличный пример храбрости, мужества и самоотвержения, первым в полку во главе роты переправился частью вброд, частью по мосту через реку, упорно защищаемую неприятелем, сбил его, первым овладел западным берегом и прикрыл своей ротой переправу остальных частей полка. Будучи ранен, отбил контр-атаку и, перейдя в наступление, захватил один пулемет, двух офицеров и 210 солдат, после чего был отправлен на перевязочный пункт.
Произведен в поручики 10 октября 1916 года, в штабс-капитаны — 4 марта 1917 года.
В Гражданскую войну участвовал в Белом движении на Юге России. В 1919 году — в Саратовском корпусе Донской армии, произведен в капитаны 29 марта 1919 года. Позднее в том же году вступил в Отдельный Сибирский офицерский батальон, формировавшийся генерал-майором Г. П. Гаттенбергером из уроженцев Сибири и позднее зачисленный во 2-й Марковский полк. Произведен в подполковники 21 июня 1920 года.
Дальнейшая судьба неизвестна.

## Награды
- Орден Святой Анны 4-й ст. с надписью «за храбрость» (ВП 3.02.1917)
- Орден Святого Георгия 4-й ст. (ПАФ 25.05.1917)